# Ташкентский автобус
Ташкентский автобус — сеть автобусных маршрутов города Ташкента, открытая в 1909 году. Действуют 8 автопарков, а также частные перевозочные предприятия, которые обслуживают 163 автобусных маршрутов.

## История
Первый автобус в Ташкенте появился в декабре 1909 года, работали 10 восьмиместных автобусов. Их маршруты связывали поселок Никольское (современная ул. Буюк Ипак Йули) и Куйлюк. В 1926 году образован трест «Узбекпатопромторг», в ведении которого была 21 машина, из них 7 автобусов.
Массовые автобусные перевозки по маршруту ТашМИ — Чапаната (современный автобусный маршрут № 80) начались в 1949 г. Появились первые серийные автобусы вагонного типа «ЗИС-154». В 1981 году на 117 маршрутах протяженностью 1397 км ежедневно курсировали около 1100 машин (84 городских и 33 пригородных маршрутов). Городской автобусный парк постоянно пополнялся новыми марками автобусов, такими как Ikarus, ЛиАЗ, ЛАЗ и ПАЗ. Все жилые районы Ташкента соединены автобусными маршрутами и со станциями метрополитена.
С 90-х годов XX века автобусные парки пополнялись различными видами автобусов различных марок: Daewoo BS106, Mercedes-Benz, НЕФАЗ, Hyundai Aerocity 540, MAN Lion’s City CNG, а также микроавтобусами Isuzu местного производства.
3 июня 2010 года в качестве эксперимента были установлены турникеты в двух автобусах Mercedes-Benz Conecto LF, следующих по маршрутам 72 и 131.
С 1 марта 2013 года оплатить проезд в ташкентских автобусах стало возможно жетонами, приобретенными в пунктах продажи проездных карточек.
С 1 января 2020 года на автобусах Ташкента начали поэтапно внедрять единую автоматизированную систему оплаты «ATTO». С 22 марта 2020 года в Ташкенте была временно приостановлена работа общественного транспорта, включая автобусы, в связи с пандемией COVID-19.

## Стоимость
С 15 августа 2019 года стоимость проезда в автобусе составляет 1400 сум.
С 1 ноября 2023 года стоимость проезда в городских автобусах составляет 2000 сум при оплате наличными средствами. 1700 сум при оплате банковской картой, мобильными приложениями при помощи смартфона или транспортной картой «АТТО».
С 1 января 2025 года стоимость проезда при оплате наличными повышена до 3000 сум, отменен приём наличных водителями, одноразовые билеты необходимо приобретать в инфокиосках поблизости от остановки.

## Подвижной состав

### Исторический
- ЛиАЗ-677М
- Ikarus 260
- Ikarus 280
- ЛАЗ-695Н
- ЛАЗ-4202
- ПАЗ-672М
- Daewoo BS106
- Mercedes-Benz O405
- Mercedes-Benz O405G
- Mercedes-Benz O345 Conecto C
- Mercedes-Benz Conecto Ü
- Mercedes-Benz Citaro
- Hyundai AeroCity 540
- НЕФАЗ-5299

### Действующий
- SAZ NP 37
- SAZ HC 40
- SAZ LE 60
- MAN Lion’s City CNG
- Mercedes-Benz Conecto LF
- Asiastar Yaxing Wertstar (не используется в эксплуатации с пассажирами)
- King long

## Галерея
- ЛиАЗ-677М на маршруте № 70 (а/с «Северный вокзал»)
- Mercedes-Benz O405 на маршруте № 97 (а/с «ЦУМ „Ташкент“»)
- Mercedes-Benz O345 Conecto C на маршруте № 148 (Ахангаранское шоссе)
- Mercedes-Benz O345 Conecto Ü на маршруте № 6 (ул. Эльбека)
- Mercedes-Benz Conecto LF  на маршруте № 49 (ул. Эльбека)
- SAZ NP37 на маршруте № 14 (ул. Лабзак)
- MAN A22 NL313F CNG  на маршруте № 44 (ул. Паркентская)